# Klimmen (gemeente)
Klimmen (Climmen) is een voormalige gemeente in Nederlands Zuid-Limburg, die bestond uit het gelijknamige dorp en de buurtschappen Barrier, Overheek, een gedeelte van Heek, Craubeek, Retersbeek, Termaar en Weustenrade. De gemeente ging in 1982 op in de gemeente Voerendaal. Het gebied grensde aan de gemeenten: Wijlre, Valkenburg-Houthem, Hulsberg, Wijnandsrade, Hoensbroek en Voerendaal.

## Referentie
1. ↑  Meer, Ad van der en Boonstra, Onno "Repertorium van Nederlandse gemeenten" 1812–2011, KNAW, 2006/2011 Online download (archive.org)